# Die Kalewainen in Pochjola
Die Kalewainen in Pochjola — опера немецкого композитора Карла Мюллер-Бергхауса в четырёх актах по мотивам карело-финского эпоса «Калевала». Написана в 1890 году, первая постановка состоялась в 2017 году.

## История
Опера была написана композитором Карлом Мюллер-Бергхаусом в 1890 году в городе Або, где он возглавлял Инструментальное Общество города Або (1888—1895).
Либретто на немецком языке было написано Фрицем Шпенглером на основе текстов карело-финского эпоса «Калевала».
Запланированная на 1892 год премьера оперы в Гамбурге не состоялась. Хотя об опере упоминалось в 1933 году в хрониках Общества Калевалы, полностью опера никогда не ставилась.
В рамках празднуемого 100-летнего юбилея независимости Финляндии, 28 феврала 2017 года в культурном центре Logomo в Турку состоялась премьера оперы, где в её постановке приняли участие финский дирижёр Лейф Сегерстам и Филармонический оркестр Турку, сопрано Йоханна Русанен-Картано и баритон Томми Хакала.